# آب‌نبات‌چوبی
آبنبات چوبی نوعی فراورده قندی است که با مخلوط شدن شکر و آب و جوشیدن آن با حرارت  قوام می آید و با افزودنی های مجاز خوراکی و رنگ و اسانس های مجاز خوراکی تولید شده و بر روی چوبی کوچک یا امثال آن نصب گردید و برای مکیدن یا لیسیدن آماده میشود آبنبات چوبی بیش از ۶۰۰ طرح و شکل مختلف دارد. آبنبات‌های چوبی در بسیاری از طعم‌ها و مزه ها در دسترس هستند. 